# Marais de Bordeaux et Mignerette
Marais de Bordeaux et Mignerette este o arie protejată (sit de importanță comunitară — SCI) din Franța întinsă pe o suprafață de 62,79 ha, integral pe uscat.

## Localizare
Centrul sitului Marais de Bordeaux et Mignerette este situat la coordonatele 48°06′30″N 2°34′08″E / 48.10833°N 2.56889°E.

## Înființare
Situl Marais de Bordeaux et Mignerette a fost declarat arie specială de conservare în baza directivei 92/43 din 1992 referitoare la conservarea habitatelor naturale și a faunei și florei sălbatice pentru a proteja 6 specii de animale.

## Biodiversitate
Situată în ecoregiunea atlantică, aria protejată conține 7 habitate naturale: Liziere de ierburi înalte hidrofile de câmpie și de nivel montan până la alpin, Mlaștini calcaroase cu Cladium mariscus și specii de Caricion davallianae, Păduri aluvionare cu Alnus glutinosa și Fraxinus excelsior (Alno-Padion, Alnion incanae, Salicion albae), Cursuri de apă de la nivel de câmpie la nivel montan, cu vegetație Ranunculion fluitantis și Callitricho-Batrachion, Mlaștini alcaline, Fânețe de joasă altitudine (Alopecurus pratensis, Sanguisorba officinalis), Pajiști cu Molinia pe soluri calcaroase, turboase sau argilos-nămoloase (Molinion caeruleae).
La baza desemnării sitului se află mai multe specii protejate:
- nevertebrate (2): Vertigo angustior, Vertigo moulinsiana
- pești (4): zvârluga (Cobitis taenia), zglăvoacă (Cottus gobio), Cottus perifretum, boarță (Rhodeus amarus)

Pe lângă speciile protejate, pe teritoriul sitului au mai fost identificate 9 specii de plante.